# 2026
2026 (MMXXVI) va fi un an obișnuit în calendarul gregorian, care va începe într-o zi de joi. Va fi al 2026-lea an de d.Hr., al 26-lea an din mileniul al III-lea și din secolul al XXI-lea, precum și al 7-lea an din deceniul 2020-2029.
A fost desemnat: 
- Anul Unității

## Evenimente
- 1 ianuarie: Bulgaria urmează să adopte moneda euro, devenind al 21-lea stat membru al zonei euro.
- 1 ianuarie: În Statele Unite ale Americii, cărțile, filmele și alte lucrări publicate în 1930 vor intra în domeniul public, presupunând că nu există alte modificări aduse legii drepturilor de autor.
- 6–22 februarie: Jocurile Olimpice de iarnă din 2026 sunt programate să aibă loc la Milano și Cortina d'Ampezzo, Italia.
- 6–15 martie: Jocurile Paralimpice de iarnă din 2026 sunt programate să aibă loc la Milano și Cortina d'Ampezzo, Italia.
- 12–16 mai: Concursul Muzical Eurovision 2026 va avea loc la Viena, Austria
- 11 iunie-19 iulie: Campionatul Mondial de Fotbal 2026 este programat să aibă loc în SUA, Canada și Mexic.
- 4 iulie: 250 de ani de la Declarația de Independență a Statelor Unite ale Americii.
- 10 august: Perigeu lunar.
- 12 august: Se va produce o eclipsă de soare totală.
- 3 noiembrie: Alegeri intermediare în Statele Unite.

### Nedatate
- Lansarea anticipată a PLATO, a treia misiune ESA Cosmic Vision M-class.[1]